# بنه‌حاج‌نعمت
بنه‌حاج‌نعمت، روستایی است از توابع بخش شبانکاره در شهرستان دشتستان استان بوشهر ایران.

## جمعیت
این روستا در دهستان شبانکاره قرار داشته و براساس سرشماری سال ۱۳۸۵ جمعیت آن ۴۰نفر (۷خانوار) می‌باشد.